# St. Josef (Hohenberg)

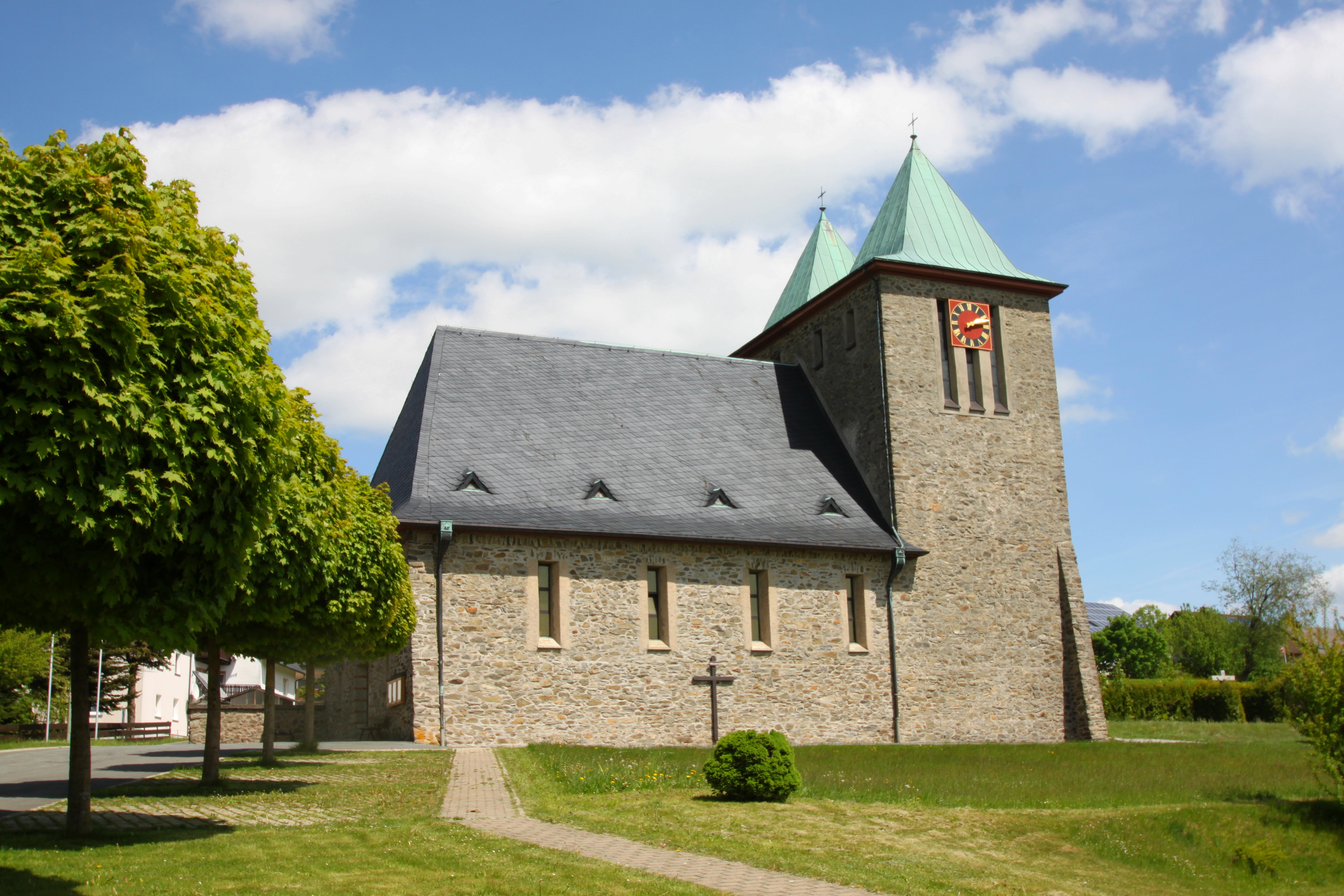
St. Josef in Hohenberg

Die römisch-katholische Filialkirche St. Josef steht in Hohenberg, einem Gemeindeteil des Marktes Marktleugast im oberfränkischen Landkreis Kulmbach in Bayern. Das denkmalgeschützte Bauwerk entstand Ende der 1920er Jahre. Die Kuratie gehört zum Seelsorgebereich Kulmbach im Dekanat Hof des Erzbistums Bamberg.

## Beschreibung

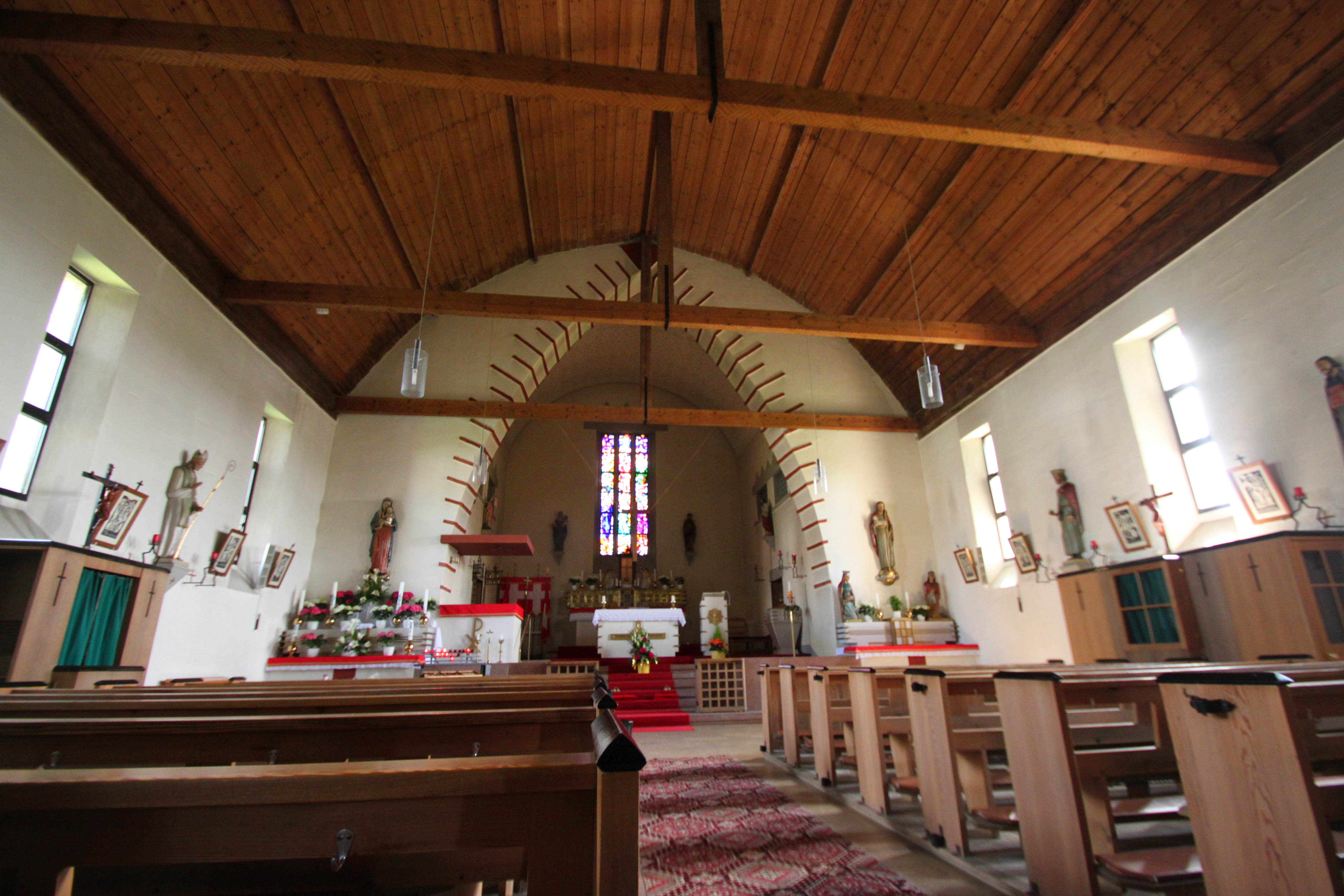
Langhaus mit Blick auf den Chorraum

Die unverputzte expressionistische Saalkirche wurde 1928/29 nach einem Entwurf von Fritz Fuchsenberger gebaut. Das Langhaus besteht aus Brockenmauerwerk und ist mit einem steilen, schiefergedeckten Walmdach mit Spitzgauben bedeckt. Der Chor befindet sich im Untergeschoss des westriegelartigen Chorturms. 
Der Innenraum des Langhauses ist mit einem am Dachstuhl hängenden hölzernen Tonnengewölbe überspannt. Der Gewölbeschub wird durch Zugbalken aufgefangen.